# Tallinn Stars
Die Tallinn Stars (auch als HK Stars bekannt) waren ein estnischer Eishockeyclub aus Tallinn, der 2002 gegründet und 2009 aufgelöst wurde. Der Club spielte in der Eesti Jäähoki Liit und trug seine Heimspiele in der 3000 Zuschauerplätzen fassenden Tallinna Linnahall aus.

## Geschichte
Die Tallinn Stars belegten in den ersten zwei Spielzeiten ihres Bestehens den fünften und den dritten Platz in der Liga. 2005 gewannen sie mit der estnischen Meisterschaft ihren ersten Titel. Im Folgejahr konnte der Club seinen Meistertitel erfolgreich verteidigen. Im Jahr 2007 gewann der Verein die dritte estnische Meisterschaft in Folge. Zwei Jahre später wurde schließlich der vierte und letzte Meistertitel der Vereinsgeschichte errungen.
Weiters sollte der Club in der Saison 2009/10 an der Austragung des IIHF Continental Cup teilnehmen. Kurz vor Turnierbeginn musste der Club jedoch Insolvenz anmelden und wurde beim Turnier durch den Ligarivalen Tartu Välk 494 ersetzt. Kurz darauf wurde der Verein aufgelöst.

## Erfolge
- Estnischer Meister (4): 2005, 2006, 2007, 2009
- Estnischer Pokalsieger: 2007